# یوانیس ملیسانیدیس

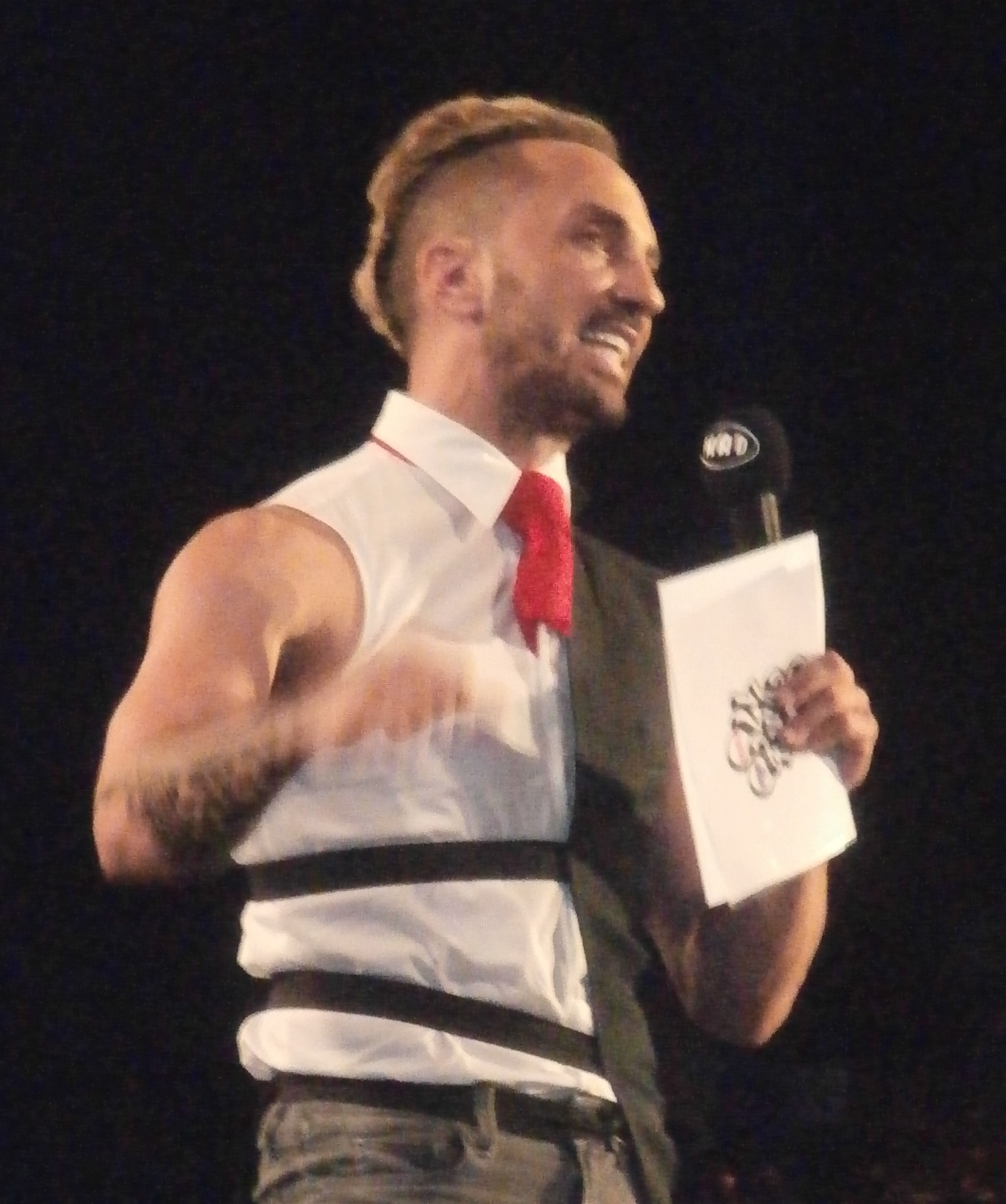
یوانیس ملیسانیدیس در سال ۲۰۱۷

یوانیس ملیسانیدیس (به انگلیسی: Ioannis Melissanidis) ژیمناست زادهٔ ۲۷ مارس ۱۹۷۷ میلادی اهل کشور یونان است.